# Argus (30 Rock)
"Argus" é o 19.° episódio da quarta temporada da série de televisão de comédia de situação norte-americana 30 Rock, e o 77.° da série em geral. Foi realizado por Jeff Richmond, que era também o diretor musical e um dos co-produtores executivos, enquanto a escrita do argumento ficou sob a responsabilidade do duo Josh Siegal e Dylan Morgan, que eram também co-produtores da temporada, e por Paula Pell, produtora da temporada. O ator convidado Will Forte fez a sua estreia como Paul L'astnamé em "Argus", mas o ator já havia participado da série em um papel diferente. Outros atores convidados para o episódio foram Marceline Hugot, Burke Moses, Sarah Beth Ackerman, e os marionetistas Peter Linz, Noel MacNeal e Carmen Osbahr.
No episódio, é anunciado o casamento de Warren "Grizz" Griswold (interpretado por Grizz Chapman), que se debate entre qual dos seus amigos escolher para ser o padrinho: Tracy Jordan (Tracy Morgan) ou Walter "Dot Com" Slattery (Kevin Brown), então pede ajuda a Liz Lemon (Tina Fey). Entretanto, por sua vez, Liz e Pete Hornberger (Scott Adsit) desconfiam que o novo namorado de Jenna Maroney (Jane Krakowski), Paul (Forte), se está a aproveitar dela, então seguem-no a um bar, onde fazem uma descoberta chocante. Paralelamente, Jack Donaghy (Alec Baldwin) herda Argus, o amado pavão de estimação do seu falecido mentor Don Geiss. Ele consulta o estagiário Kenneth Parcell (Jack McBrayer) para interpretar os chamamentos do pavão.
Nos Estados Unidos, a transmissão original do episódio ocorreu através da rede de televisão National Broadcasting Company (NBC) na noite de 29 de Abril de 2010. De acordo com o sistema de mediação de audiências Nielsen Ratings, naquela noite, "Argus" foi assistido por uma média de 5,93 milhões de agregados familiares, e foi-lhe atribuída a classificação de 2,7 e oito de share entre os telespectadores pertencentes ao perfil demográfico dos 18 aos 49 anos de idade. O trabalho do misturador de som Griffin Richardson, juntamente com os misturadores de regravação Tony Pipitone e Bill Marino, rendeu-lhes uma nomeação a um Prémio Emmy de Arte Criativa.
Em geral, "Argus" gerou uma mistura de sentimentos por entre os críticos especialistas em televisão do horário nobre. O consenso geral foi de que foi um episódio divertido que conseguiu recapturar algum do encanto anterior de 30 Rock, mesmo que não tenha atingido o auge dos seus dias de glória. Muitos elogiaram o ritmo frenético e as piadas reminiscentes das temporadas anteriores, em particular a forma como o episódio dividiu o elenco em três tramas principais centradas em Liz. Porém, as opiniões variaram quanto à qualidade das histórias individuais. Embora não tenham achado o episódio consistentemente engraçado, concordaram que teve momentos de humor e inteligência, particularmente nas cenas de Jack com o pavão e na participação de Forte. Embora os críticos tenham constatado que o episódio se assemelhava mais ao 30 Rock clássico do que aos episódios mais recentes, captando a magia e o ritmo frenético do seriado, sentiram mesmo assim que a centelha criativa que outrora tornou o programa excecional diminuiu um pouco.

## Produção e desenvolvimento

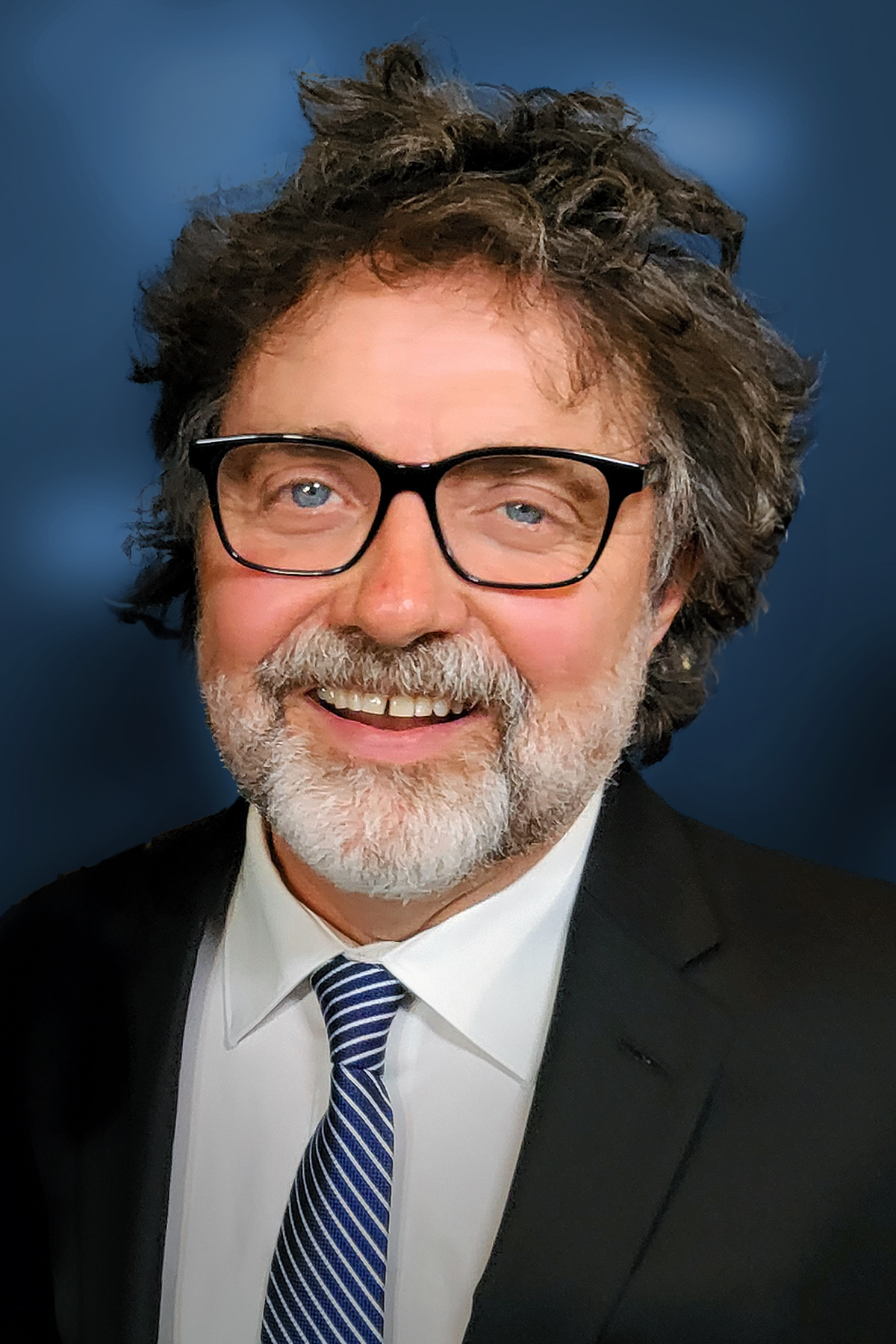
"Argus" foi o primeiro episódio de 30 Rock a ser realizado por Jeff Richmond.

"Argus" é o 19.° episódio da quarta temporada de 30 Rock. A realização do episódio ficou sob a responsabilidade de Jeff Richmond, também responsável pela direção musical e co-produção executiva do seriado. Esta foi a estreia dele como realizador no seriado, mas já fez diversas participações especiais anteriormente como Alfonso Disparioso, instrumentista e compositor musical para o TGS with Tracy Jordan. Richmond é ainda o esposo de Tina Fey, criadora, produtora executiva, argumentista-chefe e estrela principal de 30 Rock. O enredo de "Argus" foi redigido por Paula Pell em colaboração com a dupla Josh Siegal e Dylan Morgan. Para Pell, que além de já ter participado na série como Paula Hornberger, era ainda produtora da temporada, esta foi a sua segunda vez a trabalhar no guião de um episódio de 30 Rock, após a sua estreia em "Floyd" nesta temporada. Para a dupla Siegal e Morgan, responsáveis ainda pela co-produção da temporada, foi também a sua segunda vez, após "Sun Tea" também nesta temporada. Embora os seus nomes tenham sido listados na sequência de créditos finais do episódio, os atores Judah Friedlander, Katrina Bowden e Keith Powell — respetivos intérpretes das personagens Frank Rossitano, Cerie Xerxox e James "Toofer" Spurlock — não participaram de "Argus".
As filmagens para este episódio aconteceram a 1 de Março de 2010 nos Estúdios Silvercup em Manhattan, Cidade de Nova Iorque. Em "Argus" a trama da personagem Jack Donaghy, desempenhado pelo também produtor Alec Baldwin, gira em torno de um pavão herdado do seu falecido mentor. Este animal serviu como uma representação metafórica da NBC, que apresenta a ave no seu logótipo. A presença do pavão acrescentou um desafio inesperado à produção, particularmente para Richmond, que teve pouco tempo para se preparar para realizar o episódio e teve de lidar com um animal vivo e potencialmente imprevisível durante as filmagens. Num passeio com o pavão pelo estúdio, ele cagou nos bastidores. Numa cena do episódio, quando Liz depara-se com Argus no escritório de Jack, ela exclama "dinossauro vivo," uma metáfora para o estado da televisão aberta, segundo Fey. Enquanto fala com Jack, Argus bate na cara de Liz com as suas penas. Para tal, os marionetistas Peter Linz, Noel MacNeal e Carmen Osbahr foram chamados para bater na cara de Fey com penas, ao invés de usarem o próprio pavão. Richmond também teve de enfrentar uma enorme tempestade de neve que fechou a cidade, o que forçou a equipa a terminar as filmagens mais cedo naquele dia, com o produtor Jerry Kupfer receando que a equipa ficasse retida no estúdio. Esta subtrama de Jack entrelaça-se com outras histórias, incluindo o retorno da atriz Marceline Hugot, que desempenhou Kathy Geiss pela décima vez, na leitura de testamento do seu falecido pai. O ator Burke Moses foi convidado para interpretar o advogado de Don Geiss, Thomas.

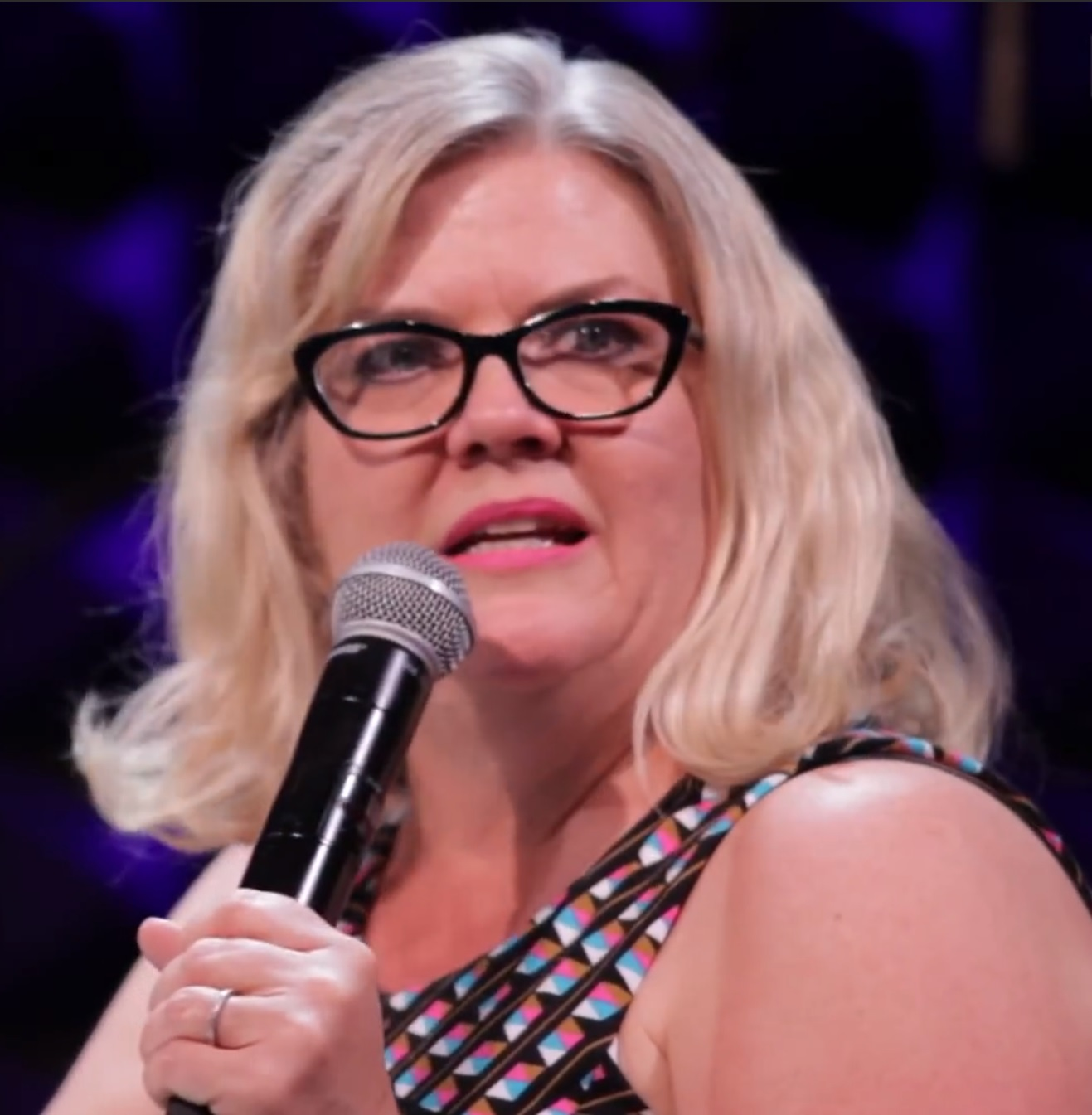
"Argus" foi co-escrito por Paula Pell.

O comediante Will Forte, ex-integrante do elenco do programa de televisão humorístico Saturday Night Live (SNL), também participou de "Argus". Embora tenha sido a sua primeira participação como Paul L'astnamé, namorado transformista de Jenna; ele também fez uma participação na primeira temporada num papel diferente. A introdução de Paul marcou uma mudança significativa no arco da personagem de Jenna, que finalmente se viu atraída por alguém que conseguiu igualar a sua excentricidade e extravagância. No final do episódio eles cantam o tema "All by Myself" (1975), canção de Eric Carmen popularizada pela regravação de Céline Dion. O seu papel foi concebido com Forte em mente, e o actor comprometeu-se completamente, rapando todos os pêlos do corpo, e dando-os todos a John Solomon, guionista do SNL e da esquete MacGruber, como uma partida. O SNL, programa no qual Fey foi argumentista-chefe entre 1999 e 2006, tem muitas conexões com 30 Rock. 30 Rock é muitas vezes visto como um reflexo cómico do SNL, e Liz Lemon como uma versão ficcionada de Fey, encarnando as dificuldades de liderar um programa cómico num ambiente dominado por homens, tal como o seu papel na vida real no SNL. Vários outros ex-alunos do SNL já desempenharam papéis importantes ou fizeram participações especiais em 30 Rock, tais como Fred Armisen, Jimmy Fallon, Siobhan Fallon Hogan, Will Ferrell, Chris Parnell, Gilbert Gottfried, Bill Hader, Jan Hooks, Julia Louis-Dreyfus, Tim Meadows, Bobby Moynihan, Amy Poehler, Rob Riggle, Horatio Sanz, Molly Shannon, Chris Parnell, Jan Hooks, Rachel Dratch, Jason Sudeikis e Kristen Wiig. Tanto Tracy Morgan como Fey já integraram o elenco do SNL, com Fey tendo sido ainda a primeira apresentadora feminina do segmento Weekend Update. Além disso, membros da equipa de 30 Rock já trabalharam no SNL, como: John Lutz, argumentista entre 2003 a 2010; Beth McCarthy-Miller, realizadora entre 1995 e 2006; e Steve Higgins, argumentista e produtor de 1995 a 2009. Alec Baldwin, apesar de nunca ter integrado o elenco do SNL, detém o recorde de ser o anfitrião do programa por mais vezes, com dezassete vezes.
Ao longo do episódio, a personagem Warren "Grizz" Griswold alude ao facto de ele e Liz terem tido uma relação romântica no passado. Quando Grizz pede ajuda a Liz para escolher o padrinho do seu casamento, ele pergunta-lhe se foi estranho para ela tomar conhecimento do casamento dele por causa do passado sexual dos dois. Depois, Grizz descreve o estado passado dos dois como a "Sam e Diane deste lugar," referindo-se aos estúdios do TGS. Em "Greenzo", episódio da segunda temporada, Liz assedia sexualmente a Grizz na festa descontrolada de Kenneth Parcell e, no dia seguinte, Kenneth afirma "nunca ter visto Grizz ou Dot Com chorar." Além disso, a trama acerca de Walter "Dot Com" Slattery estar apaixonado pela noiva de Grizz, Feyoncé, começou em "St. Valentine's Day" na terceira temporada.

## Enredo
Tracy Jordan (Tracy Morgan) anuncia à equipa do TGS with Tracy Jordan (TGS) que Warren "Grizz" Griswold (Grizz Chapman) se vai casar no final do mês. Por sua vez, Grizz se debate entre escolher Tracy ou Walter "Dot Com" Slattery (Kevin Brown) para ser o seu padrinho, então pede ajuda a Liz Lemon (Tina Fey) para convencer a Tracy de que Dot Com deve ser o seu padrinho. A dupla sugere outra ocupação para Tracy assumir no casamento, mas este insiste em ser o padrinho. Mais tarde, Liz descobre que Dot Com está apaixonado pela noiva de Grizz, Feyoncé. Grizz não tem conhecimento disso, e nem de que a única razão de Tracy insistir em ser o padrinho era para proteger Dot Com. Finalmente, depois de mudar de ideias sobre Dot Com como padrinho, Grizz nomeia Liz como mulher de honra no seu casamento.
Entretanto, Liz e Pete Hornberger (Scott Adsit) desconfiam que o novo namorado de Jenna Maroney (Jane Krakowski), Paul L'astnamé (Will Forte), se está a aproveitar dela. Pete e Liz seguem Paul até um bar e descobrem que ele é um imitador de Jenna Maroney, actuando como ela num espetáculo de drag. No dia seguinte, Liz pergunta a Jenna se ela sabe o que Paul faz, mas Jenna conhece o seu trabalho, tendo conhecido Paul num concurso de imitadores de si própria, no qual ele ganhou e a própria Jenna ficou em quarto lugar. Liz não aprova a relação e confronta Paul, perguntando-lhe quais são as suas intenções com Jenna. Paul diz-lhe que não está a usar Jenna para promover a sua carreira, mas que está com ela porque ela o aceita como é. Liz fica convencida com a comovente, embora estranha, demonstração de afeto um pelo outro, acabando por aprovar a sua relação.
Ao mesmo tempo, Jack Donaghy (Alec Baldwin) é informado por Thomas (Burke Moses), advogado de Don Geiss (Rip Torn), que ele está no testamento de Geiss. Jack fica entusiasmado com a ideia de possuir uma parte do legado de Geiss, a quem considerava o seu mentor. Na leitura do testamento, Jack herda o amado pavão de estimação de Geiss, chamado Argus. Quando Argus começa a agir de forma estranha, Jack pede a ajuda do estagiário Kenneth Parcell (Jack McBrayer), que está familiarizado com todos os chamamentos dos pavões. Ele informa a Jack que Argus murmurou "senpai e kōhai" (em português:  "mestre e aluno), alcunhas que Geiss e Jack tinham um para o outro (um estratagema concebido por Liz, que conhecia as alcunhas). Imediatamente, Jack fica convencido de que a alma de Geiss habitou Argus, o que o leva a libertar a sua dor perante Argus e a aceitar finalmente a morte de Geiss.

## Referências culturais

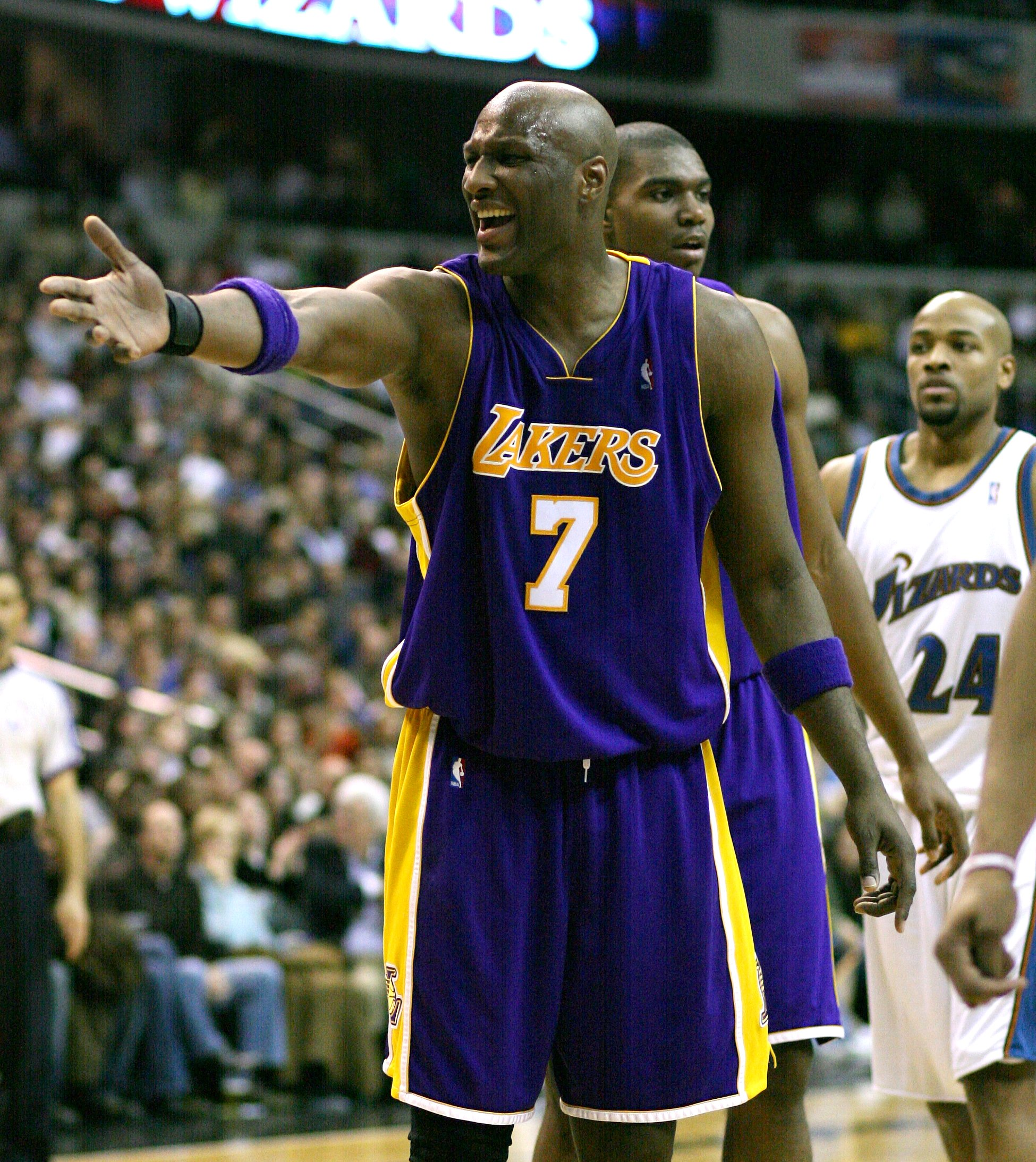
O basquetebolista Lamar Odom foi mencionado em "Argus".

### Análises da crítica

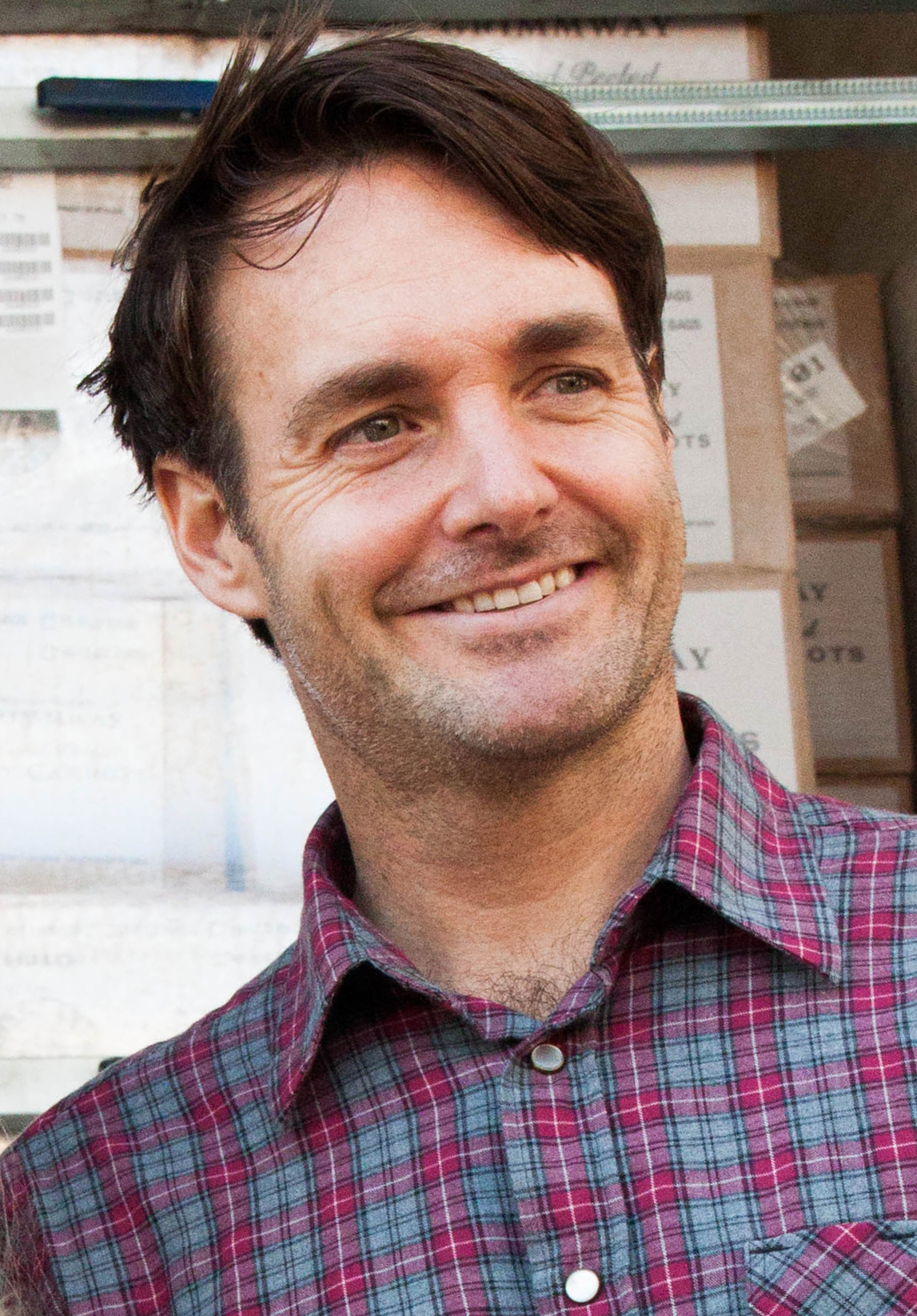
A participação de Will Forte foi destacada como um dos pontos mais altos de "Argus".